# 149

149(백사십구)는 148보다 크고 150보다 작은 자연수다.

## 수학
- 35번째 소수(素數)다. 앞의 소수는 139, 다음 소수는 쌍둥이 소수인 151이다.
- 11번째 트리보나치 수다. 앞의 트리보나치 수는 81, 다음은 274다.
- 피타고라스 삼조의 빗변의 길이이다. ({\displaystyle 51^{2}+140^{2}=149^{2}})[a]
- {\displaystyle 149=7^{2}+10^{2}}
  - 서로 다른 두 자연수의 제곱합으로 나타낼 수 있는 수다.
- {\displaystyle 149=6^{2}+7^{2}+8^{2}}
  - 연속하는 세 자연수의 제곱합으로 나타낼 수 있으며, 이 성질을 지닌 앞의 수는 110, 다음 수는 194다.
- {\displaystyle 44^{4}-1}은 149로 나누어떨어진다.

## 과학
- NGC 149: 안드로메다자리 방향에 있는 렌즈형은하.

## 교통

### 철도
- 수도권 전철 1호선 중동역의 역번호.

### 도로
- 일본 149번 국도: 시즈오카현 시즈오카시 시미즈구의 시미즈항(일본어판)에서 시미즈역까지 이어지는 일본의 국도.
- 현도 제149호선

## 군사
- U-149(영어판, 독일어판): 제2차 세계 대전에 사용된 나치 독일의 군용 잠수함. 제1차 세계 대전에 사용될 예정이던 동명의 모델도 있었으나, 완성되지 못했다.

## 문화유산
- 대한민국의 국보 제149호: 동래선생교정북사상절
- 대한민국의 보물 제149호: 공주 반죽동 석조
- 대한민국의 사적 제149호: 서울 육상궁

## 방송
- 스카이라이프의 TLC여행레저채널 채널 번호.
- 지니 TV의 엣지 온 채널 번호.
- LG헬로비전의 E라이크 채널 번호.

## 스포츠
- 축구 역사상 최다 득점차 경기는 2002년 10월 31일 마다가스카르의 프로 축구 리그인 THB 챔피언스리그에서 나온 〈AS 아데마 대 SOE 안타나나리보〉 경기로, 이 경기에서 149 대 0으로 149점의 득점차가 나왔다.

## 기타
- 연도: 149년, 기원전 149년